# Afrāz
Afrāz är en ort i Iran.   Den ligger i provinsen Kerman, i den sydöstra delen av landet, 1 000 km sydost om huvudstaden Teheran. Afrāz ligger 2 166 meter över havet och antalet invånare är 135.
Terrängen runt Afrāz är huvudsakligen kuperad, men söderut är den bergig. Terrängen runt Afrāz sluttar brant västerut.Runt Afrāz är det glesbefolkat, med 17 invånare per kvadratkilometer. Närmaste större samhälle är Derījān, 14,3 km nordost om Afrāz. Trakten runt Afrāz är ofruktbar med lite eller ingen växtlighet.